# Loris Zanatta
Loris Zanatta (19 de septiembre de 1962) es un historiador y ensayista italiano, catedrático de Historia de América Latina en la Universidad de Bolonia.
Se graduó en Historia Contemporánea en la Universidad de Bolonia y se doctoró en 1992 en la Universidad de Turín con una tesis titulada "Del Estado liberal a la nación católica. La Iglesia y los orígenes militares del populismo en Argentina".
Es investigador en Historia e Instituciones de América Latina en el Departamento de Ciencias Políticas y Sociales en la Universidad de Bolonia. 
Ha escrito diversos libros sobre América Latina y ha sido columnista de los diarios La Nación y Clarín con artículos de opinión sobre actualidad política y temas relacionados con el cruce entre poder político y eclesiástico y populismo en el continente americano, con especial foco en Argentina.

## Publicaciones principales[1]
- Dallo Stato liberale alla Nazione Cattolica. Chiesa ed Esercito nelle origini del peronismo. 1930-1943. Francoangeli, Milano, 1996.
- Del Estado liberal a la Nación católica. Iglesia y Ejército en los orígenes del peronismo. 1930-1943. Editorial de la Universidad de Quilmes, Buenos Aires, 1996.
- Perón y el mito de la "Nación católica". Iglesia y Ejército en los orígenes del peronismo. 1943-1946. Sudamericana, Buenos Aires, 1999.
- Il Peronismo, Carocci, Roma 2008.
- Historia de la Iglesia argentina. Desde de la Conquista hasta fines del siglo XX (con R. Di Stefano). Grijalbo-Mondadori, Buenos Aires, 2000.
- Breve historia del peronismo clásico. Sudamericana, Buenos Aires, 2009.
- Eva Perón. Una biografía política. Rubbettino, Soveria Mannelli, 2009.
- Storia dell'America Latina contemporanea. Laterza, Roma-Bari 2010.
- Historia de América Latina. De la Colonia al siglo XXI, Siglo XXI. Buenos Aires 2012.
- El populismo. Katz, Madrid, 2015.
- Fidel Castro, el último rey católico. Dhabar, Caracas y Edhasa, Madrid, 2020.[3]
- El populismo jesuita y El Papa, el peronismo y la fábrica de pobres.